# Ludvig 3. af Hessen og ved Rhinen
Storhertug Ludvig 3. af Hessen og ved Rhinen (tysk: Großherzog Ludwig III von Hessen und bei Rhein; 9 juni 1806, Darmstadt - 13 juni 1877, Seeheim) var storhertug af Hessen og ved Rhinen fra 1848 til sin død i 1877.

## Biografi
Han var søn af Storhertug Ludvig 2. af Hessen og ved Rhinen og Wilhelmine af Baden. Han blev storhertug i 1848, da hans far måtte abdicere i forbindelse med Martsrevolutionen i Tyskland. Han blev efterfulgt af sin nevø, storhertug Ludvig 4..

### Ægteskab
Han giftede sig den 26. december 1833 i München med Mathilde af Bayern, der var ældste datter af Kong Ludwig 1. af Bayern. Ægteskab gav ingen børn, og storhertugen giftede sig igen i 1868 i et morganatisk ægteskab med Magdalene Appel, der fik titlen Freifrau von Hochstädten.